# C19H22N2O2
化学式C19H22N2O2（摩尔质量：310.397 g/mol）可以指：
- 5-MeO-T-NBOMe，CAS号：1335331-37-7
- 魏兰-盖里希醛，CAS号：466-85-3
- 蛇根精，CAS号：482-68-8
- 铜色树碱（(8α,9R)-脱氧辛可宁-6'9-二醇），CAS号：524-63-0
- Cupreidine，CAS号：70877-75-7
- N,N'-二(4-甲氧基亚苄基)-1,3-丙二胺，CAS号：6958-31-2

|  | 这个同类索引页列出了具有相同分子式的化学物（即同分異構體）条目。 除非您是有意链接至本页，否则应将相应条目的内部链接指向正确的条目。 |